# Брейгель (аналітичний центр)
Брейгель — це незалежний аналітичний центр, який займається дослідженням політики, міжнародних економічних питань і знаходиться у Брюсселі. Він розпочав свою діяльність у 2005 році та швидко зайняв еталонний статус у європейських економічних дебатах.
Transparify неодноразово нагородив Брейгель п'ятьма зірочками з п'яти за прозорость, включаючи 2015, визнаючи його відкритість щодо фінансування та управління. Журнал «Prospect» нагородив Брейгель Європейським аналітичним центром року у 2015 та 2016 роках. Доповідь «Global Go To Think Tank Report 2015», опублікована Університетом Пенсільванії, оцінює Брейгель так:
- № 1 за кращу ідею — нова парадигма
- № 2 аналітичний центр у світі (не включаючи США)
- № 2 провідний міжнародний економічний аналітичний центр
- № 3 у найкращому управлінні аналітичним центром
- № 5 провідний аналітичний центр у всьому світі (США та інші)

Брейгель має унікальну модель управління та фінансування, засновану на членствах держав-учасників Європейського Союзу, міжнародних корпорацій та інших установ.

## Склад керівництва
Брейгель покладається на основну команду резидентів та науковців-нерезидентів та команди оперативного персоналу. Станом на грудень 2016 року дослідницька група її резидентів складалася з:
- Гунтрам Вольф (Guntram Wolff), директор
- Марія Демерціс (Maria Demertzis), заступник директора
- Григорій Клайз (Gregory Claeys), науковий співробітник
- Зсольт Дарвас (Zsolt Darvas), старший науковий співробітник
- Алісія Гарсія-Герреро (Alicia Garcia-Herrero), старший науковий співробітник
- Піа Гюттль (Pia Hüttl), Партнерська колегія
- Дж. Скотт Маркус (J. Scott Marcus), старший науковий співробітник
- Сільвія Мерлер (Silvia Merler), партнер
- Георгіос Петропулос (Georgios Petropoulos), науковий співробітник
- Андре Сапір (André Sapir), старший науковий співробітник
- Дирк Шоменмахер (Dirk Schoenmaker), старший науковий співробітник
- Сімоне Тальяп'єтра (Simone Tagliapietra), науковий співробітник
- Алесіо Терзі (Alessio Terzi), партнер
- Рейнгільде Вуглерс (Reinhilde Veugelers), старший науковий співробітник
- Ніколя Верон (Nicolas Véron), старший науковий співробітник (також в Інституті міжнародної економіки Петерсона)
- Карен Вілсон (Karen Wilson), старший науковий співробітник
- Сімоне Тальяп'єтра (Simone Tagliapietra), науковий співробітник
- Георг Захманн (Georg Zachmann), старший науковий співробітник

Брейгель також спирається на візити та науковців-нерезидентів, серед яких Олександр Леманн (Alexander Lehmann), Хідейкі Макімото (Hideyuki Makimoto) та Дзянвай Сюй (Jianwei Xu).
Керівництво забезпечує координацію як дослідницьких, так і непрофесійних співробітників, і складається з директора Гунтрама Вольфа ; Метт Данн, генеральний секретар; Марія Демерціс, заступник директора; Паола Маніга, начальник відділу розвитку; Джузеппе Поркаро, керівник відділу комунікацій та подій.

## Дослідження
Дослідження Брейгеля охоплює міжнародну економіку та торгівлю, фіскальну та монетарну політику в ЄС, фінансове регулювання та політику конкуренції та зростання. Серед багатьох інших питань аналітичний центр зробив аналіз та рекомендації щодо валютного союзу Європи, кризи єврозони та банківського союзу.

## Управління та фінансування
Брейгель підтримується широким колом членів, які вносять основну частину своїх фінансових ресурсів. Більшість його ресурсів виходить від державних та корпоративних членів.
Станом на вересень 2014 року членство в Брейгель складалося з трьох категорій. Членами держави є держави-члени Європейського Союзу, які приєдналися до неї на добровільній основі, включаючи Австрію, Бельгію, Кіпр, Данію, Фінляндія, Францію, Німеччину, Угорщину, Ірландію, Італію, Литву, Люксембург, Нідерланди, Польщу, Словаччину, Іспанію, Швецію та Велику Британію. Корпоративними членами є міжнародні корпорації та фірми, багато (але далеко не всі) з головного офісу в Європейському Союзі. Інституційні члени включають національні та міжнародні державні фінансові установи, а також центральні банки.
Рада Брейгеля обирається на трирічний термін своїми членами і складається з 11 осіб з досвідом роботи в уряді, бізнесі, наукових кругах та громадянському суспільстві. Станом на вересень 2014 року її члени були Жан-Клод Тріше (Jean-Claude Trichet)(Голова), Карлос Егеа (Carlos Egea), Анна Екстрем (Anna Ekström), Ансіго Фернандес де Меса (Íñigo Fernández de Mesa), Вольфганг Франц (Wolfgang Franz), Єжи Хауснер (Jerzy Hausner), Вольфганг Копф (Wolfgang Kopf), Вінченцо Ла Віа (Vincenzo La Via), Рейчел Ломакс (Rachel Lomax), Андреас Пенк (Andreas Penk) та Ганс Вієблігфор (Hans Vijlbrief). Рада приймає рішення щодо дослідницької програми Брейгеля, процес, що проводиться щорічно та містить глибокі консультації з усіма учасниками. Вона також призначає директора та заступника директора та здійснює нагляд за фінансовим управлінням та бюджетом Брейгеля. Проте, згідно з положеннями та підзаконними актами Брейгеля, ні Правління, ні члени Ради не можуть втручатися в результати досліджень та рішення щодо публікації, відповідальність за які залишається перед директором та окремими вченими.
З самого початку Брейгель було визнано новими високими стандартами з точки зору фінансової прозорості. Повний список спонсорів оновлено на вебсайті Брейгеля, а окремі фінансові внески докладно описані в річних звітах, які також доступні в Інтернеті. У травні 2014 року Брейгель був нагороджений найвищим рейтингом Transparify, цільової ініціативи про прозорість мозкових центрів.

## Оцінка
Брейгель регулярно просить спеціальну робочу групу розглянути вплив та актуальність своєї роботи. Одну таку робочу групу, що охоплює період 2010—2012 років, очолив Еско Ахо (Esko Aho), після попереднього огляду у 2007—2009 роки, яку очолював Ieke van den Burg. В обох випадках відповідні звіти були опубліковані в Інтернеті Брейгелем. Компонент наукової оцінки таких оглядів надається науковою радою Брейгеля, яка станом на вересень 2014 року включала Лукреції Рейхлін (Lucrezia Reichlin) (Голова), Джузеппе Бертола (Giuseppe Bertola), Сергій Гур'єв (Sergei Guriev), Кай Конрад (Kai Konrad), Філіп Мартін (Philippe Martin), Кевін О'Рурк (Kevin O'Rourke) і Пол Сіабрайт (Paul Seabright).

## Історія створення
Брейгель був заснований двома співзасновниками — економістами — Жаном Пізані-Феррі (Jean Pisani-Ferry) та Ніколя Верона (Nicolas Véron), офіційно спланованим французьким президентом Жаком Шираком (Jacques Chirac)та канцлером Німеччини Герхардом Шредером (Gerhard Schröder) на честь 40-річчя Єлисейського угоди в січні 2003 року.
Рада послідовно очолювала Маріо Монті (Mario Monti) (2005-08), Лешек Бальцерович (Leszek Balcerowicz) (2008-12) та Жан Клод Тріше (Jean Claude Trichet) (з квітня 2012 року). Жан Пізані-Феррі (Jean Pisani-Ferry) був директором з січня 2005 року по квітень 2013 року. Гунтрам Вольф (Guntram Wolff) приєднався до Bruegel в 2011 році та став його директором у 2013 році.
Брейгель перемістився до свого поточного місцязнаходження, на вулиці Рю де ла Шаріте / Liefdadigheidsstraat 33 у центрі Брюсселя, у квітні 2005 року.

## Найменування
Брейгель пояснює свою назву як данину Пітера Брейгеля (Pieter Bruegel), живописця 16 століття, чия творчість характеризується неприкрашеними та інноваційними зображеннями життя в Європі. Це також можна почитати як посилання на «Брюссельську європейську та глобальну економічну лабораторію», хоча Брейгель не вважає його назву абревіатурою.